# 國泰港龍航空

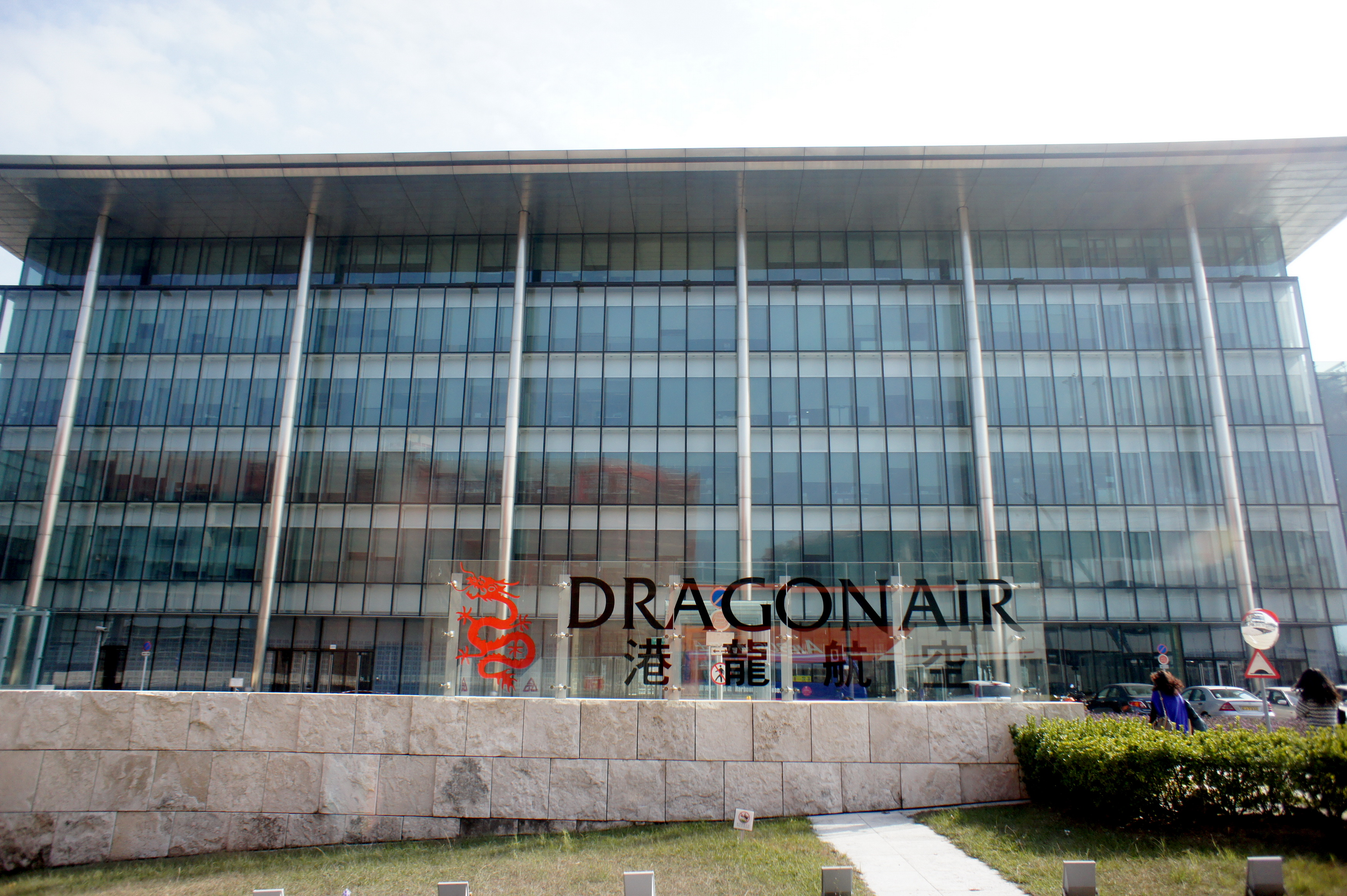
港龍大廈位於香港國際機場東輝路11號

國泰港龍航空，前稱港龍航空是香港一間已結業的航空公司，以香港國際機場作為樞紐。終止營運前國泰港龍航空每星期提供約400班航班，航點包括中國大陸及亞洲各地。國泰港龍航空於2007年11月1日加入寰宇一家。
2006年6月9日，國泰航空收購港龍航空，港龍航空成為國泰航空的全資附屬公司，2016年港龍航空易名為「國泰港龍航空」，其總部位於赤鱲角的國泰港龍大廈（自2000年6月26日落成啟用；而自2019年起，此大樓亦與同系香港快運航空共用；現更名為國泰坊），其制服洗濯部門則位於元朗工業邨，並設有一間飛行訓練中心。國泰港龍同時擁有五間附屬公司的控股權，營運各領域的航空業務；國泰港龍航空使用國泰航空之馬可孛羅會及亞洲萬里通為其飛行常客獎勵計劃。
2020年，受2019冠狀病毒病疫情影響，國泰港龍航空的母公司國泰航空宣布自該年10月21日起即日停止營運國泰港龍航空，並且遣散約5,900名員工，計劃由國泰航空及旗下全資附屬公司香港快運航空營運國泰港龍航空的大部分航線。儘管運輸及房屋局其後表示，國泰港龍航空全面停飛後，必須將航權交還特區政府，不能自行轉讓予其他公司，因此國泰港龍航空的航權將會被交還予政府再重新分配；其母公司國泰航空本身已獲准飛航前港龍航點，也可自行分配其航班配額予旗下的香港快運，而不少港龍航點也是快運自有的航線；因此，即使港龍航班配額沒有被轉讓，母公司國泰航空已連同其子公司香港快運悉數復飛各個前港龍航點，包括高雄、加德滿都、沖繩等。11月27日，政府刊憲宣布港龍航空有限公司已在11月11日將牌照交回空運牌照局，有關牌照已被註銷。

## 歷史

### 被國泰收購前之發展

#### 創辦初期

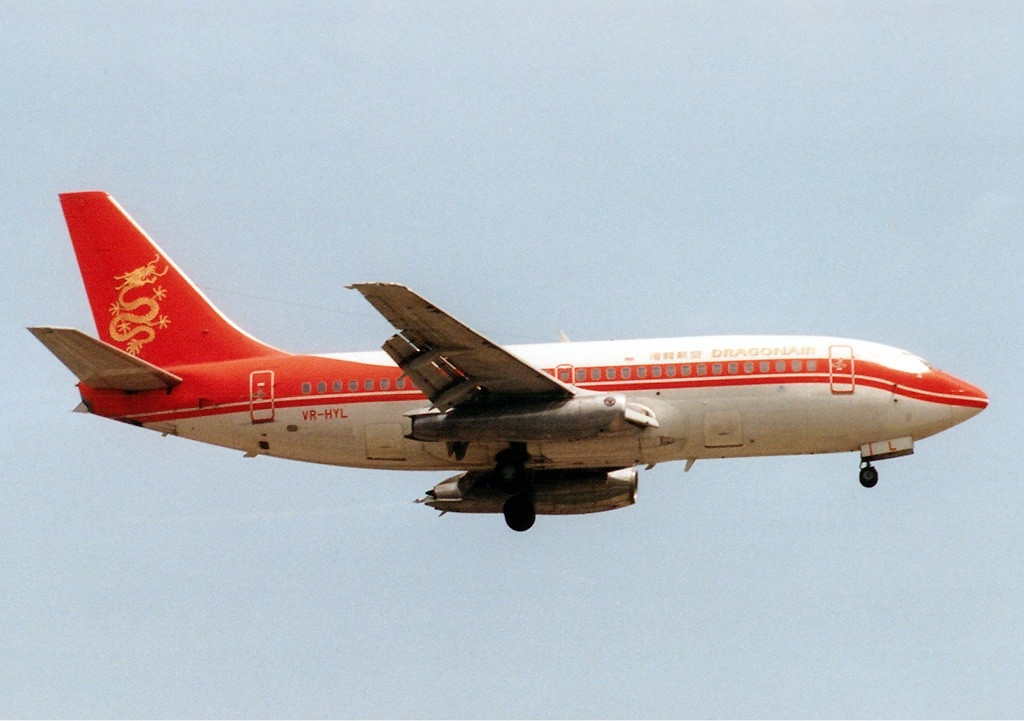
港龍航空營運初期的機隊只有一架波音737-200

國泰港龍航空的前身——港龍航空於1985年5月由商人曹光彪、包玉剛、霍英東及中資機構華潤、招商局等組成的「港澳國際投資有限公司」成立，希望創辦一家有中資背景的航空公司，與當地長期處於壟斷地位的英資公司國泰航空競爭。成立資本為一億港元，並於同年7月開始營運，曹光彪出任董事長，並租借一架波音737-200客機，打算開辦包括香港—北京、香港—上海在內八個中國內地城市的定期包機服務，但在8月17日被港英政府的民航處以飛機型號的問題而撤銷了相關申請，又要求港龍航空提供大多數股份由英籍人士所擁有和控制的證明，以便取得中英航空協定下代表英方的指定航空公司的資格。
在民航處要求下，港龍航空被迫進行了創建以來的第一次大規模資本重組，將公司資本從1億港元增至2億港元，分別由已取得英國國籍的包玉剛和曹光彪之子曹其鏞注資，包玉剛取得了港龍航空30.2%的股權，成為了最大股東，並出任公司董事長；曹其鏞則持有港龍航空24.7%的股權，成為第二大股東，而港澳國際所持有的股權則減至24.99%，其餘20.11%的股權由其他少數股東持有。經過這次股權重組，港龍航空已經蛻變為由大多數英籍人士持有和控制的「以香港為基地」的航空公司，終於取得了與國泰航空同等經營定期航班的資格。
但港龍航空的發展未因此而變得順利。1985年11月，時任港英政府財政司的彭勵治（曾任國泰航空母公司太古集團董事局主席），宣佈新的航空政策，規定一條航線只能由一家（本地）航空公司經營，先獲發牌經營的航空公司可獲獨家經營的航权。由於高利潤、高客量的航線，包括香港－北京、香港－上海、香港－倫敦等航線已經由英資的國泰航空營運，港龍只能經營往來泰國布吉、以及北京、上海以外其他中國內地但利潤較低、客量較少的航點，還有一些假使由擁有廣體客機的國泰航空營運的話效率不高的航線，比如厦门、杭州、广州、桂林等:251。為此，港龍航空的創辦人包玉剛和曹光彪曾多次公開抨擊港英政府，不遺餘力地保護國泰航空和英國的利益。然而，港英政府的航空政策並未因此改變，港龍航空的困境也未得到改善。每年1月份，各股東都要向港龍注資以維持公司運作，至1987年，港龍的股東權益已經增至4億港元，至1988年更增至6億港元。港龍航空副董事長曹光彪也曾公開表示，港龍每月的虧損額高達500萬港元。1989年底，港龍航空的虧損累計已達23億港元，大股東漸感無力支撐，逐萌退意，國泰航空眼看時機已到，便開始了收購部署。
首先，國泰航空找到了港龍航空董事長包玉剛，提出了換股建議，使港龍航空成為國泰航空的全資附屬子公司，作為交換條件，包玉剛則可進入國泰董事局，並出任副董事長一職。1989年9月，港龍航空宣布，包玉剛因年齡關係辭退董事局主席的職位，由其女婿、原常務董事兼行政總裁蘇海文接替。這實際上標志著包氏家族逐漸開始淡出港龍航空董事局。同年11月，包氏家族宣布出售所持港龍航空的37.8%股權給曹其鏞，蘇海文也在同一時間辭去了董事局主席兼行政總裁的職位。包氏家族的淡出，實際上為國泰航空及中信泰富入股港龍鋪路。1990年1月17日，港龍航空再次實行資本重組，注冊資本則增加至8億港元。經過重組後，太古集團和國泰航空分別持有港龍航空5%和30%的股權，中信泰富的持股也增至38.3%，而曹氏家族的持股量則降至21.6%。重組後，國泰航空以第二大股東的身份接管港龍航空的管理權，港龍航空實際上成為國泰航空的子公司，成功鞏固了其在香港航空業霸主的地位。

#### 國泰成為股東
1990年1月，國泰航空和太古集團從曹氏收購了港龍航空的35%股份，而中信泰富則收購了38%。1991年，港龍購入德國漢莎航空膳食服務（香港）有限公司的航空膳食配餐廚房40%的股份；1992年，購入國際航空服務（香港）公司（IAS）的30%股份，並於1994年1月購入餘下的70%股份，並更名為「香港國際機場服務有限公司」（HIAS）。

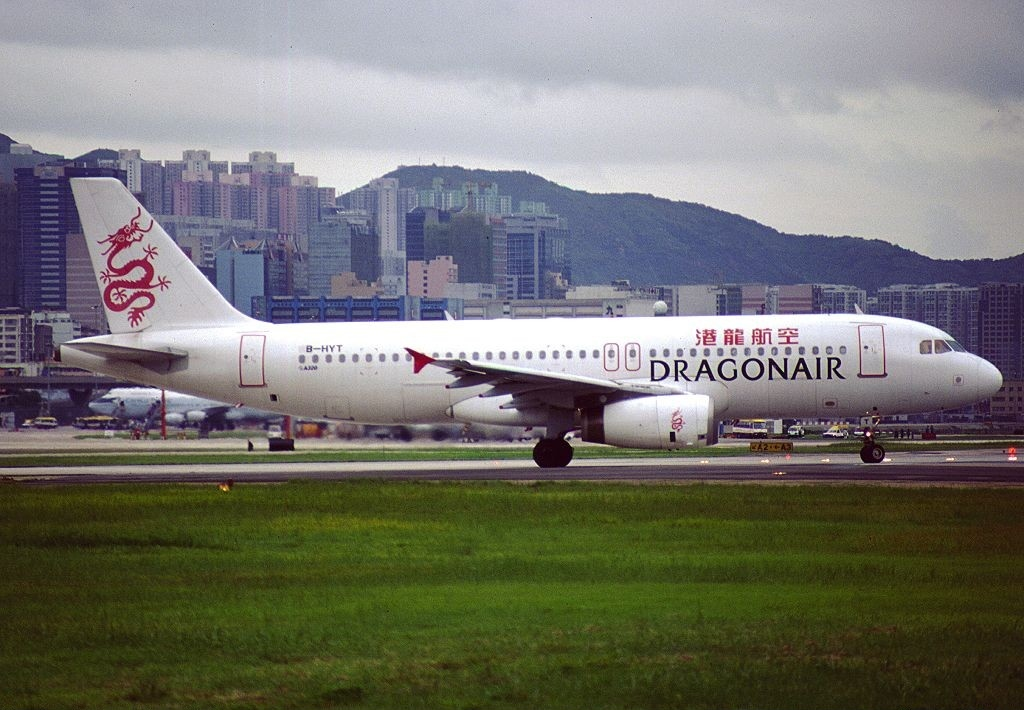
港龍於1993年引入空中巴士A320（攝於啟德機場）

1995年，港龍航空和國泰航空合資成立「香港機場地勤服務有限公司（HAS）」，負責營運所有於停機坪的運輸及裝卸等工作。1996年，國泰航空為拓展中國市場把35.86%的港龍股份售予中国航空公司，令中航公司成為港龍航空最大股東，其次是中信泰富保持28.5%的股份，而太古及國泰佔25.5%，曹氏家族佔5.02%。同年，港龍航空和大昌貿易行汽車服務中心有限公司成立「大昌-港龍機場地勤設備服務有限公司」，提供地勤設備的維修和保養服務。
1997年，港龍成立貨運服務部，不再使用國泰航空總代理的航空貨運服務。另外，中航子公司中航興業在香港上市，獲母公司轉讓其全部港龍股份，加上由曹氏家族及另一股東轉讓的7.43%股份，中航興業共持有43.29%港龍股份。

#### 惡性競爭時期
自2002年開始，雖然國泰航空是港龍航空的股東之一，但是港龍亦開辦與國泰直接競爭的航線，如香港來往台北、東京和曼谷的航線；而隨著往來中港航線的客運需求在香港回歸後持續上升，促使國泰同年向空運牌照局申請重開北京、上海和廈門的航線，試圖打破港龍的壟斷地位。然而，此舉卻遭到高層批評國泰的舉動如「打劫」無疑，從而使雙方最終鬧上法庭收場。國泰後來以勝訴作結，並重開了北京航線，但則未有如市場預期成功從港龍手中搶到其市場份額。
此事不但突顯了兩者之間多年來的惡性競爭問題，亦令兩大股東在營運方面出現了衝突，而使前者在2006年宣布從中航興業全購港龍航空股權的一事埋下伏線。

### 國泰收購港龍

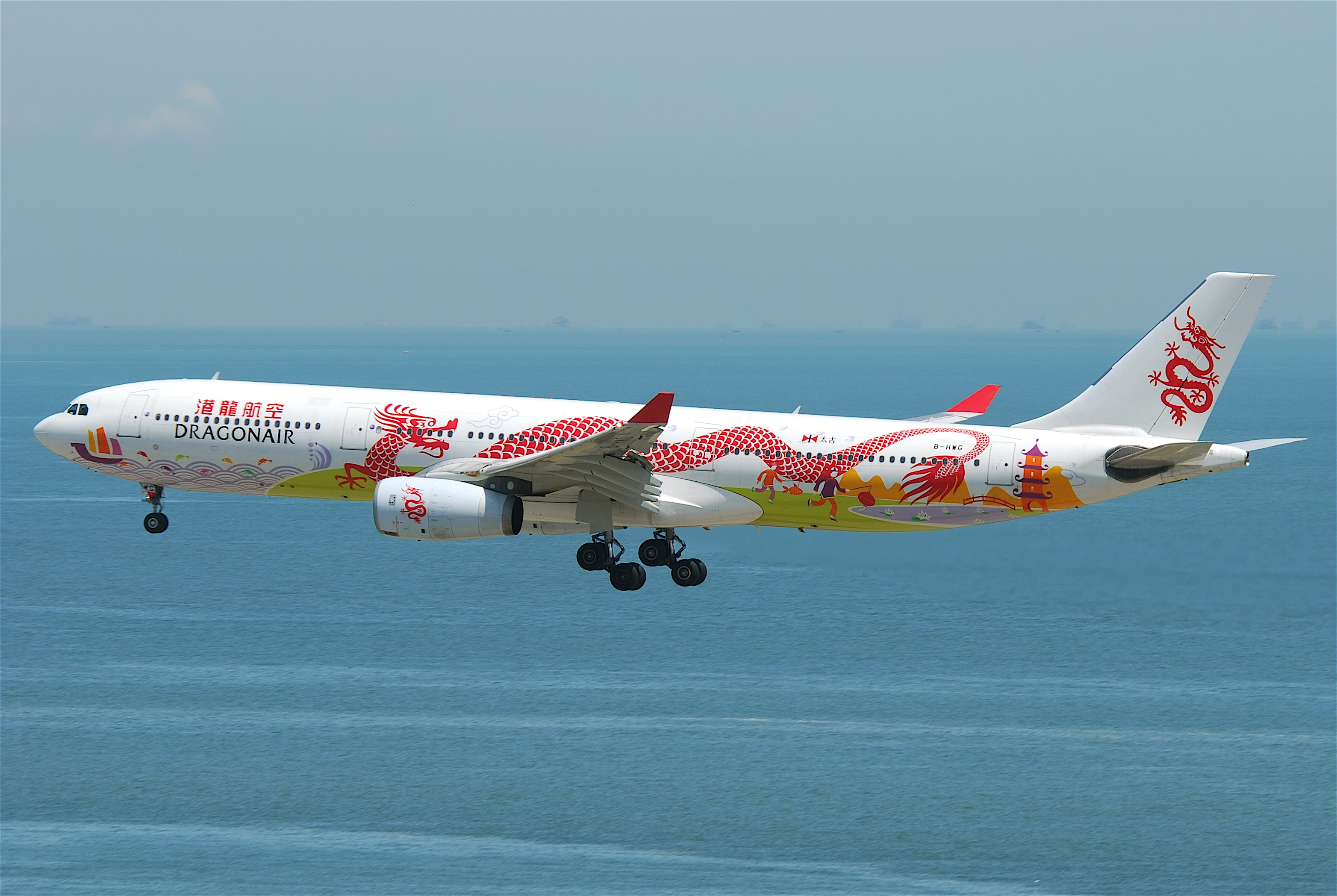
港龍於2005年在一架新接收的空中巴士A330（B-HWG）的機身上髹上彩龍圖案，慶祝成立20週年

2006年6月9日，國泰航空發表聲明，指有關在收購港龍航空一事上已經與其他相關公司達成協議。國泰航空將以82億2千萬港元及發行新股（股份佔九成），向港龍航空其他股東全面收購港龍。另動用40億7千萬，增持中航集团下属的中國國際航空股權，由10%增至20%。另國航則以53億9千萬，購入國泰10.16%的股權，使中航（通过其子公司國航）與國泰形成互控關係。
同年9月28日，港龍航空正式成為國泰航空的全資附屬公司，並宣佈裁減191名員工。另外，港龍的制服洗濯部門併入國泰的雅潔洗衣，並遷入屯門廠房。
2007年11月1日，港龍航空正式加入寰宇一家，與聯盟內各成員航空公司進一步擴大合作關係。
航點歷史
- 2007年1月1日起，開辦每週3班來往釜山航班。（2007年7月起增至每日1班）
- 2007年8月1日起，來往福州航班增至每日2班。
- 2007年10月28日起，開辦每週3班來往仙台包機航班，編號為KA320/321，以空中巴士A320營運，持續到翌年3月28日。
- 2007年10月28日起，開辦每日1班來往福岡航班，編號為KA316/317，以空中巴士A321營運。
- 2007年10月28日起，開辦每週4班來往台中航班，編號為KA492/493，以空中巴士A320營運。（2007年12月起增至每日1班）
- 2007年10月28日起，來往東京航班改由母公司國泰航空營運，編號改為CX548/549。
- 2007年12月2日起，開辦每週4班來往加德滿都航班，編號為KA100/101，以空中巴士A320營運。（2008年3月起減至每週3班）
- 2008年3月30日起，來往長沙及桂林航班增至每日1班、來往昆明航班增至每週9班、來往南京航班增至每日2班、來往西安及武漢航班增至每週4班。
- 2008年7月1日起，來往班加羅爾航班增至每日1班。
- 2008年7月2日起，來往達卡航班增至每週5班。
- 2008年7月3日起，停辦來往海口航班。
- 2008年9月1日起，來往廈門航班增至每週18班，並取代母公司國泰航空原有每週3班的航線。
- 2008年10月26日起，來往西安航班減至每週4班，桂林航班減至每週3班。
- 2008年12月15日起，開辦每週5班來往馬尼拉航班，編號為KA913/912，以空中巴士A320營運。

### 2009年金融海嘯應對計劃

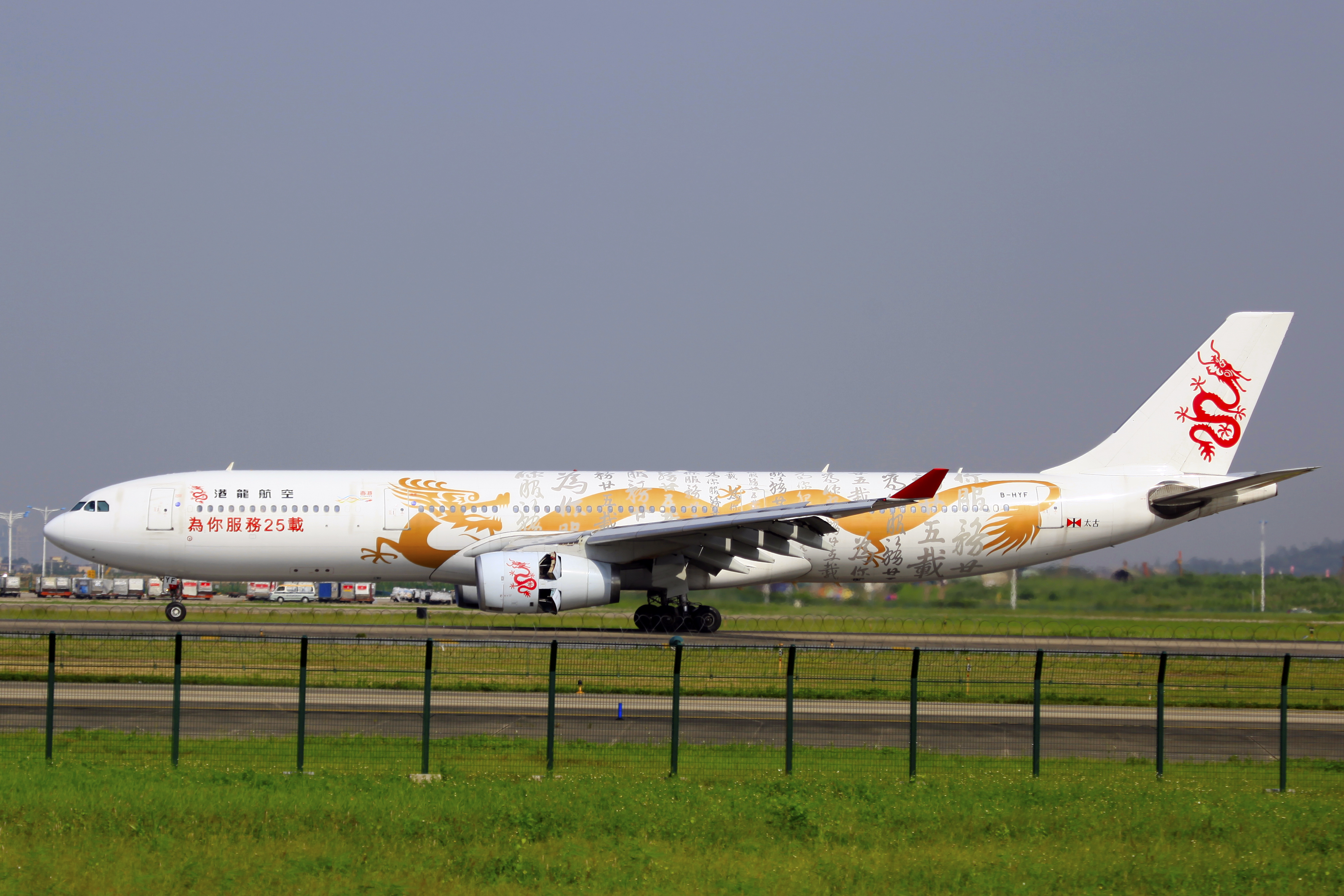
港龍於2010年再將一架空中巴士A330（B-HYF）髹上金龍圖案，慶祝成立25週年

2009年，因經濟下滑引致之惡劣經營環境，港龍宣佈一系列措施以盡力控制成本及保存現金，包括下調其客運運力、推出特別無薪假計劃及中止運作貨機。
港龍於2009年5月1日宣佈把客運運力調低13%，包括5月內按情況取消的航班服務。另外，港龍的貨機機隊與國泰航空機隊進行了整合，三架波音747-400BCF貨機已調配至國泰航空機隊，而另一架則由2009年1月開始停泊於美國加州，不過將繼續透過客機上的載貨艙提供貨運服務。
航點歷史
- 2009年3月29日起，來往上海-浦東的KA800/801和KA830/895航班改由母公司國泰航空營運，編號改為CX360/369和CX364/365。
- 2009年3月29日起，來往布吉航班增至每週9班。
- 2009年5月1日起，來往寧波航班減至每週10班。（2011年3月起增加至每週11班）
- 2009年5月6日起，來往台北-桃園航班減至每日2班。（曾一度恢復為每天4班，現每天2班）
- 2009年5月25日起，來往三亞航班減至每週5班。
- 2009年5月28日起，來往釜山航班減至每週4班。（2010年5月起增加班次）
- 2009年6月1日起，
  - 班加羅爾航班減至每週4班。
  - 上海-浦東 — 每日13班航班中有10班航班將改為以較小的A320或A321航機運作。（部分航班已恢復使用A330）
  - 福岡（每日一班，2010年10月31日起重開）、大連（每周3班）、瀋陽（每周3班）、桂林（每日一班，已重開）、台中（每日一班，已重開）及西安（每日一班，已重開）服務暫停
- 2009年9月14日起，開辦每日2班來往廣州航班，編號為KA782/783、KA786/789，以A320營運。（廣交會舉行期間，將改用A330以應付大量客流需求）
- 2010年3月28日起，來往成都航班增至每週12班。
- 2010年3月28日起，來往廈門航班增至每週21班。
- 2010年7月15日起，來往高雄航班增至每週32班。（2011年3月起增加至每週35班）
- 2010年8月1日起，來往布吉航班增至每週10班、來往亞庇航班增至每週5班。
- 2010年9月15日起，開辦每日1班來往上海-虹橋航班，編號為KA858/859，以空中巴士A330營運。
- 2010年10月31日起，來往河內航班增至每週10班。
- 2010年11月21日起，來往沖繩的包機航班轉為每週2班定期航班，編號為KA370/371，以空中巴士A330營運。
- 2010年12月1日起，仙台包機航班改為每週3班季節性航班，編號為KA326/327，以空中巴士A320營運，持續到翌年2月28日。

其他減省成本措施
- 2架A330飛機及1架A320飛機的租約於該年6月及10月約滿後不會續租
- 提早退役波音747-200F及波音747-300F貨機
- 航班重新安排至更具盈利能力的航線
- 於5月按市場需求而取消部分航班
- 凍結招聘人手及推出自願無薪假期予香港非空勤人員及機隊人員
- 減省廣告及市場推廣開支

### 2012-2016年之擴展計劃
2011年底，港龍管理層制定了一系列未來發展計劃，確立公司定位為地區航空公司，專門營運中國及亞洲短途航線，並配合母公司國泰航空的洲際航點，為乘客提供更佳的轉乘網絡之餘，亦應對主要競爭對手香港航空於中國市場的急速擴張。港龍將於未來數年擴充其空中巴士機隊，包括從國泰航空接收3架A330-300廣體客機以及向外租用4架A320-200窄體客機。其中前者將用於加強現時港龍傳統黃金航點的服務和開拓亞洲區的中距離航線，以及取代現行融資成本較高的機隊；而後者將用於開辦更多亞洲短途航點，另用作重新開辦2009年因金融海嘯而取消的航線。
同時，為配合國泰航空於2012年初更新長途客艙設計，港龍亦將更新其客艙產品，而新座椅將配備個人電視及無線上網等娛樂設備。港龍於2013年更換空中服務員的制服，希望將制服色調改為港龍標誌的紅色（與國泰制服略有分別，國泰制服為玫瑰紅色），為搭乘國泰集團航班的乘客帶來更一體化的服務；全新制服於2013年3月28日正式登場，由著名時裝設計師劉培基設計。
2012年2月，港龍在接收2架新租賃、全經濟艙佈局的A320客機及從國泰航空以乾租形式租用第四架A330-300客機（B-HLL）後，計劃自4月初夏季時間表開始陸續重辦2009年取消的航線、增加現有航班的載客量和進一步擴展其亞洲網絡。
增加現有航班的載客量及班次
- 2012年3月25日起，來往北京的KA990/991航班改由國泰航空營運，編號改為CX390/391。
- 2012年5月1日起，來往青島航班增至每周10班，新增航班編號為KA954/955，以空中巴士A320營運。（2013年8月起改為每日2班）
- 2012年10月28日起，來往金邊航班增至每周10班。
- 2013年2月1日起，來往高雄航班增至每周45班，新增航班編號為KA440/441，以空中巴士A320營運。（2014年3月起改為每周49班）
- 2013年3月31日起，來往武漢航班增至每周9班，新增航班編號為KA852/853，以空中巴士A320營運。
- 2014年3月30日起，北京航線增加每周4班的紅眼航線，新增航班編號為KA996/997，以空中巴士A320營運。（2014年7月起提升至每日服務）
- 2015年10月1日起，來往上海-虹橋航班增至每周9班，新增航班編號為KA882/883，以空中巴士A330營運。
- 2016年3月27日起，來往北京的KA908/909航班改由國泰航空營運，編號改為CX332/331。
- 來往福州的KA662/663航班、來往廈門的KA618/619航班、來往昆明的KA760/761航班及來往廣州的KA782/783航班改用A330-300飛行。

重辦2009年取消的航線
- 2012年4月1日起，每日1班航班來往桂林，編號為KA700/701或KA704/703，以空中巴士A320營運。
- 2012年4月30日起，每日1班航班來往西安，編號為KA946/947，以空中巴士A320營運。
- 2012年5月14日起，每日2班航班來往台中，編號為KA490/491及KA492/493，以空中巴士A320營運。

開辦新航點
- 2012年5月1日起，開辦每週3班來往濟州島航線，編號為KA328/327，以空中巴士A320營運。（2013年3月起改為每週4班）
- 2012年5月29日起，開辦每天1班來往克拉克航線，編號為KA375 (部分日子為 KA373)/376，以空中巴士A320營運。
- 2012年7月1日起，開辦每週4班來往清邁航線，編號為KA232/233，以空中巴士A320營運。（2013年3月起改為每週5班、2013年10月起改為每日1班）
- 2012年10月28日起，恢復營運每天1班的海口航線，編號為KA694/695，以空中巴士A320營運。
- 2012年11月2日起，營運每週4班的加爾各答航線，編號為KA168/169，以空中巴士A320營運。（2013年10月起改為每週5班、2015年5月起改為每週6班）
- 2013年1月8日起，營運每天1班的鄭州航線，編號為KA740/741，以空中巴士A320營運。
- 2013年1月9日起，營運每週4班的仰光航線，編號為KA250/251，以空中巴士A321營運。（2014年9月起改為每日1班）
- 2013年1月25日起，營運每天1班的温州航線，編號為KA798/791，以空中巴士A320營運。
- 2013年3月28日起，營運每週3班的峴港航線，編號為KA220/221，以空中巴士A320營運。（2013年7月起改為每週4班、2014年3月起改為每週6班）
- 2013年10月29日起，營運每週3班的暹粒季節性航班，編號為KA240/241，以空中巴士A320營運。（2014年4月起改為全年服務）
- 2014年3月30日起，從國泰航空中接辦每週10班的檳城航線，編號為KA633/634及KA691/692，以空中巴士A330營運。（2015年11月起改為每週12班）
- 2014年4月27日起，營運每週2班的登巴薩/峇里航線，編號為KA360/361，以空中巴士A330營運，為港龍首個印尼航點。
- 2015年3月29日起，恢復營運每天1班的東京羽田機場航線，編號為KA396/397，以空中巴士A320營運。
- 2015年8月16日起，恢復營運每週2班，自2003年3月起停辦的廣島航線，編號為KA350/351，以空中巴士A321營運。（已於2016年10月30日起停辦）

與此同時，港龍亦在2012年1月分別簽訂租賃及購買協議，以營業租賃的方式租用2架空中巴士A320-200客機，以及自購2架全新A330-300廣體客機。新客機將於2012至2013年內陸續接收，並計劃用作營辦仰光、蘇梅島等東南亞新航點。

### 易名國泰港龍航空

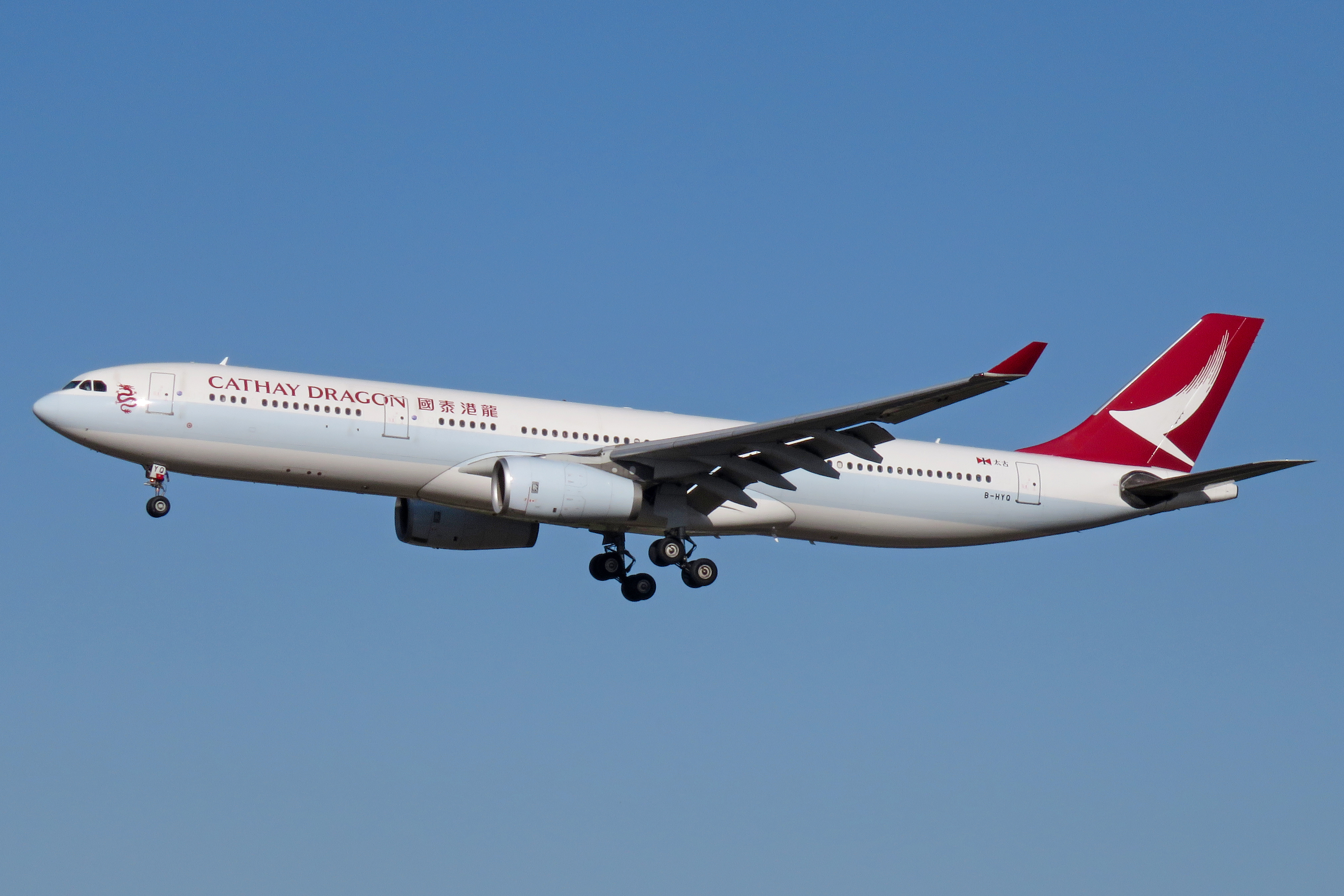
國泰港龍航空的新塗裝，使用了與母公司國泰航空相同的「翹首振翅」塗裝

2016年1月28日，國泰航空宣布將港龍航空易名為「國泰港龍航空」（Cathay Dragon），並公開新塗裝，改用與國泰航空相同的「翹首振翅」塗裝，惟色調改用紅色，飛龍圖案移向機首，並於機身印上「國泰港龍」的中文字樣。新名稱和品牌於2016年11月生效。而現有機隊將陸續更換新塗裝，預計2019年可將全數46架飛機換上新標誌。首架換上新塗裝的A330-300客機（B-HYQ）於2016年4月5日正式投入服務，唯在更改其對外品牌名稱的同時港龍繼續沿用港龍航空有限公司（英語：Hong Kong Dragon Airlines Limited）的註冊名稱。

### 2017年後的發展計劃
2017年3月起，國泰航空再將其5架A330-300客機轉移至國泰港龍機隊，有助更完善地運用培訓資源。
航點歷史
- 2017年3月1日起，分階段接辦國泰航空來往吉隆坡每天4班的航線，編號為KA723/722、KA725/724、KA729/726及KA727/728[23]。
- 2017年3月28日起，暫時停辦來往東京羽田機場航線，於2018年3月1日起恢復。
- 2017年10月29日起，來往福岡的KA380/381航班改用空中巴士A330客機營運。
- 2017年10月29日起，來往仰光航班增至每周11班，新增航班編號為KA254/255，以空中巴士A321營運。
- 2018年1月8日起，停辦來往亞庇航線。
- 2018年1月8日起，開辦每週4班來往南寧航線，編號為KA714/713，以空中巴士A320營運。
- 2018年1月14日起，來往福岡航班增至每周11班，新增航班編號為KA382/383，以空中巴士A320營運。
- 2018年3月26日起，開辦每週4班來往濟南航線，編號為KA960/961，以空中巴士A320營運。
- 2018年4月1日起，來往南京的KA862/863航班改用空中巴士A330客機營運。
- 2018年7月1日起，來往克拉克航班增至每周5班。
- 2018年10月28日起，來往台中航班減至每日1班。
- 2018年10月28日起，開辦每週4班來往達沃航線，編號為KA347/348，以空中巴士A320營運。
- 2018年10月29日起，開辦每週3班來往棉蘭紅眼航線，編號為KA359/358，以空中巴士A320營運。
- 2018年12月19日起，開辦每週2班來往德島的冬季季節性航班，編號為KA322/323，以空中巴士A320營運。
- 2019年10月30日起，開辦每週2班來往新潟的冬季季節性航班，編號為KA308/309，以空中巴士A330客機營運。

合併網站
- 2017年4月起，國泰港龍航空的網站與國泰航空的網站合併。

### 2019年香港反對逃犯條例修訂草案運動事件
2019年，香港爆發反對逃犯條例修訂草案運動，對航空公司收益造成負面影響，由2019年10月28日冬季時間表起作出以下客運運力調整：
- 北京-首都 — 每日由7班減少至6班
- 上海-浦東 — 每日由12班減少至10班
- 青島 — 每週由11班減少至7班
- 棉蘭、東京-羽田、登巴薩/峇里服務暫停

### 2020年冠狀病毒病疫情
2020年，因應2019冠狀病毒病疫情導致香港往返各地的航班客量大幅下跌，國泰港龍航空大幅調低運載力，往來中國內地航班更只保留往來上海-浦東及北京-首都的部分航班，內容包括：
- 2020年1月23日起，武漢服務暫停
- 2020年2月2日起，三亞、海口、杭州、寧波、溫州服務暫停
- 2020年2月5日起，廣州、重慶服務暫停
- 2020年2月8日起，桂林航班服務暫停
- 2020年2月9日起，
  - 暹粒、仰光航班減至每周5班
  - 加爾各答航班減至每周5班（3月14日起進一步減至每周3班）
  - 班加羅爾航班減至每周5班（3月1日起進一步減至每周4班）
  - 成都、達卡、清邁、峴港航班減至每周4班
  - 布吉、河內、檳城、金邊航班減至每日1班
  - 吉隆坡航班減至每日2班
  - 南寧、昆明、西安、青島、濟州航班服務暫停
- 2020年2月10日起，
  - 鄭州、長沙、福州、濟南、南京、克拉克服務暫停
  - 上海-虹橋航班減至每日1班（2月18日起服務暫停）
  - 廈門航班減至每日1班
  - 上海-浦東航班減至每日2班（原為每日10班）
  - 北京航班減至每日2班（原為每日6班）
- 2020年2月11日起，達沃市航班服務暫停
- 2020年2月13日起，台北-桃園、高雄、台中航班服務暫停
- 2020年2月19日起，
  - 釜山、沖繩航班服務暫停
  - 福岡航班減至每日1班
- 2020年3月4日起，新潟冬季季節性航班提早結束營運
- 2020年4月1日至5月31日，除上海-浦東、北京-首都及吉隆坡航班維持每周三班客運服務外，其餘航線暫停客運服務，當中部分航線如福岡航班會使用客機運載貨物形式維持營運[25]

有港龍航空機艙服務員反映，港龍航空飛機上的防疫物資短缺，包括口罩和酒精搓手液等供應不足，同時亦要分配給有需要的乘客，令機艙服務員得不到保障，於2020年2月8日，港龍航空公司空勤人員協會就計劃發動工業行動，於當日下午召開特別會員大會，要求國泰航空公司暫停所有往返中國內地航班。最終投票通過發起工業行動，岀席和獲授權投票人數共468位，有420票贊成，22票反對，25張廢票。港龍航空公司空勤人員協會總幹事施安娜表示，對於公司表示，任何參與罷工是違法行為，已經透過律師去信勞工處和國泰航空，澄清員工享有香港基本法賦予罷工集會的權利。於2020年10月21日，國泰航空宣布，停運國泰港龍航空，裁撤8500個職位，約佔國泰職位總數四分之一。

### 停止營運

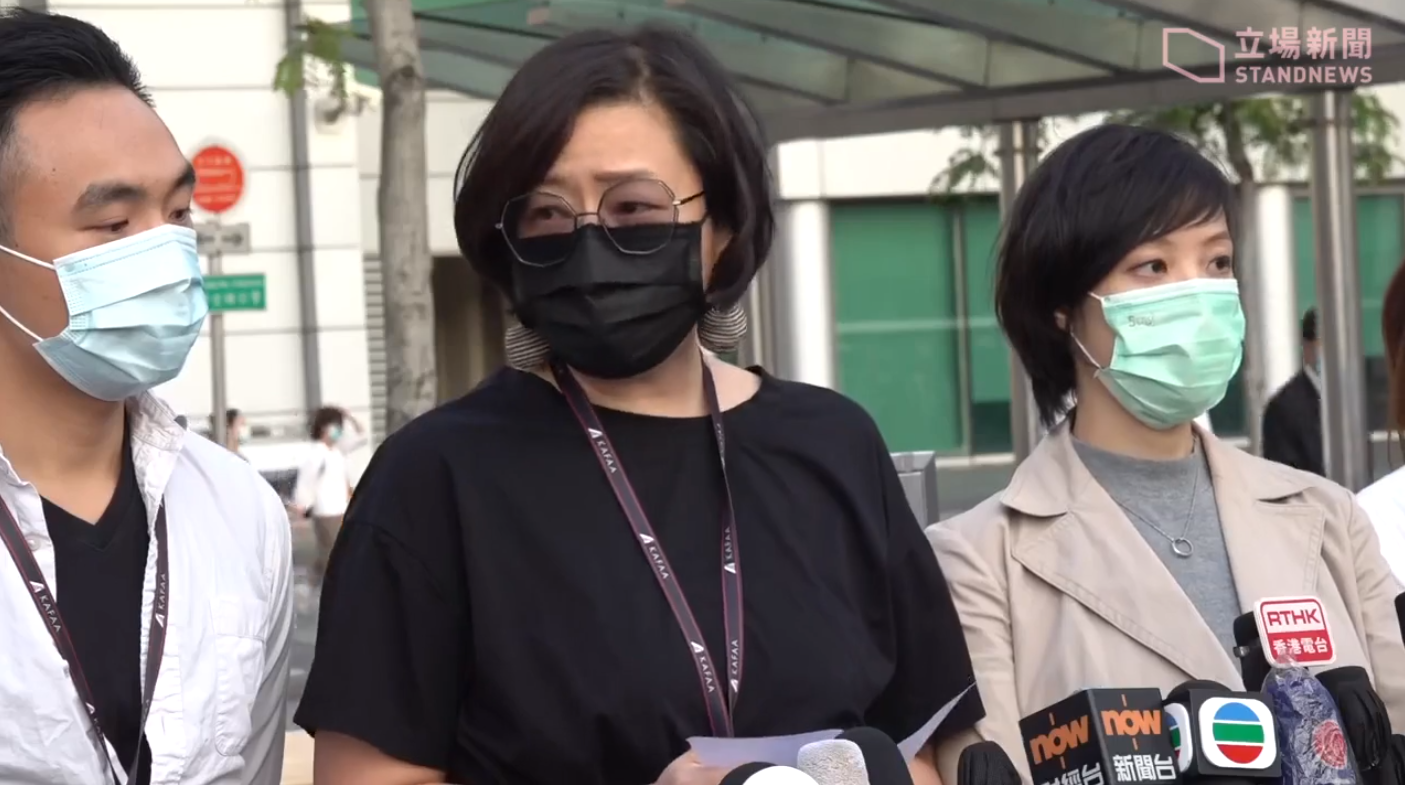
港龍航空公司空勤人員協會副主席梁佩韻在國泰港龍航空停止營運生效當天，和其他空勤人員一起接受記者訪問，並對國泰航空突然宣布的決定表達遺憾。

2020年10月21日，受2019冠狀病毒病疫情影響，國泰港龍航空的母公司國泰航空宣布通過重組計劃並大幅度裁員。同日宣布國泰港龍航空停止營運，即時生效。國泰港龍航空停運前的最後一班航班為KA294航班，從越南河內飛抵香港。
同日下午，港龍航空空勤人員在國泰城外接受記者訪問。其中協會副主席梁佩韻多次哽咽，她表示從未想過國泰港龍的品牌會消失，批評國泰航空未有盡力保留國泰港龍，並形容「冇時間冇機會同我哋屋企人道別，幾多賠償都彌補唔到（沒有時間和機會與其他同事道別，即使賠償再多也無法彌補）」。
雖然國泰航空曾計劃在完成與各國民航監管部門的交接程序後，大部分航線交由國泰航空及同系香港快運航空營運，機隊全部轉至國泰名下。惟運輸及房屋局其後表示，國泰港龍航空全面停飛後，必須將航權交還特區政府，不能自行轉讓予其他公司，因此國泰港龍航空的航權將會被交還予政府再重新分配。
次日（10月22日），有市民到國泰城「打卡」，對扎根香港逾30載的品牌突然停運感到可惜。而經常現身「和你Lunch」的「Lunch哥」李國永在下午1時到國泰城，要求立即停止裁員行動，保安以私人地方為由拒絕讓他內進，其後他在保安面前翻閲報紙。
另外，相關的紀念品變成集體回憶下，拍賣網出現了疑員工出售的紀念品和模型等物件，標價由數港元至數千元港幣不等。
2020年11月27日，政府刊憲宣布港龍航空有限公司(國泰港龍)在11月11日已將牌照交回空運牌照局，有關牌照已被註銷。

## 服務

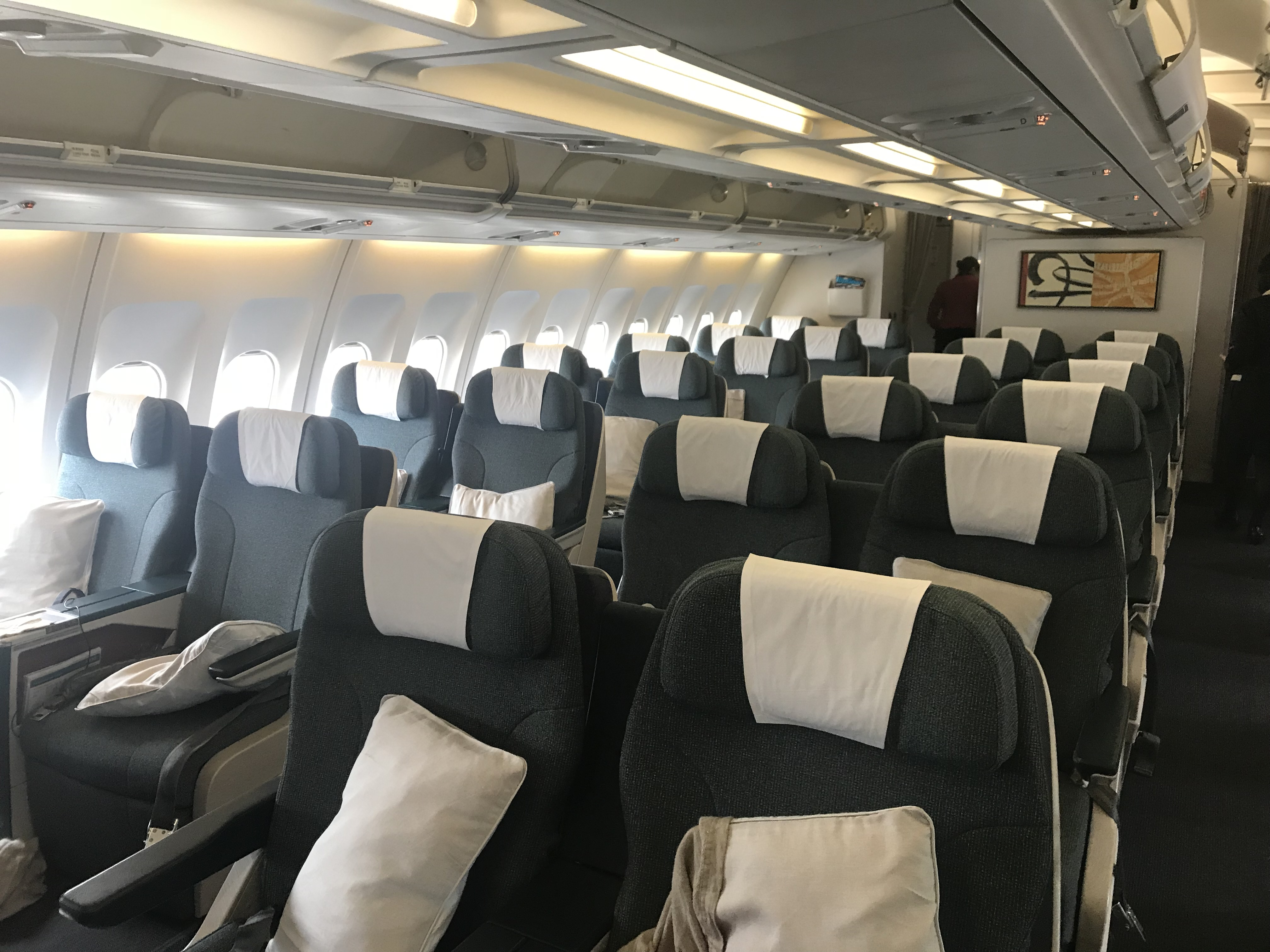
商務客艙

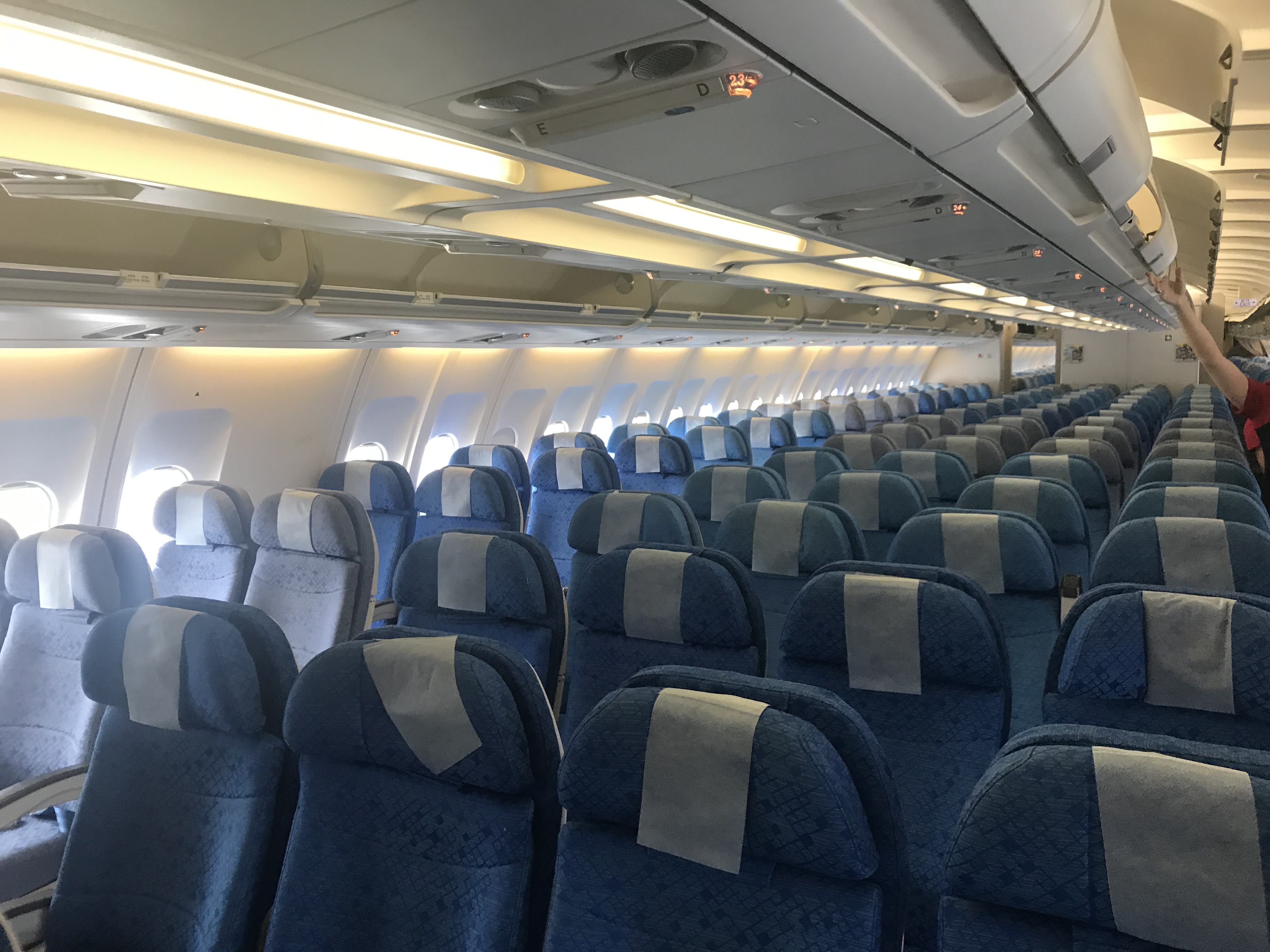
經濟客艙

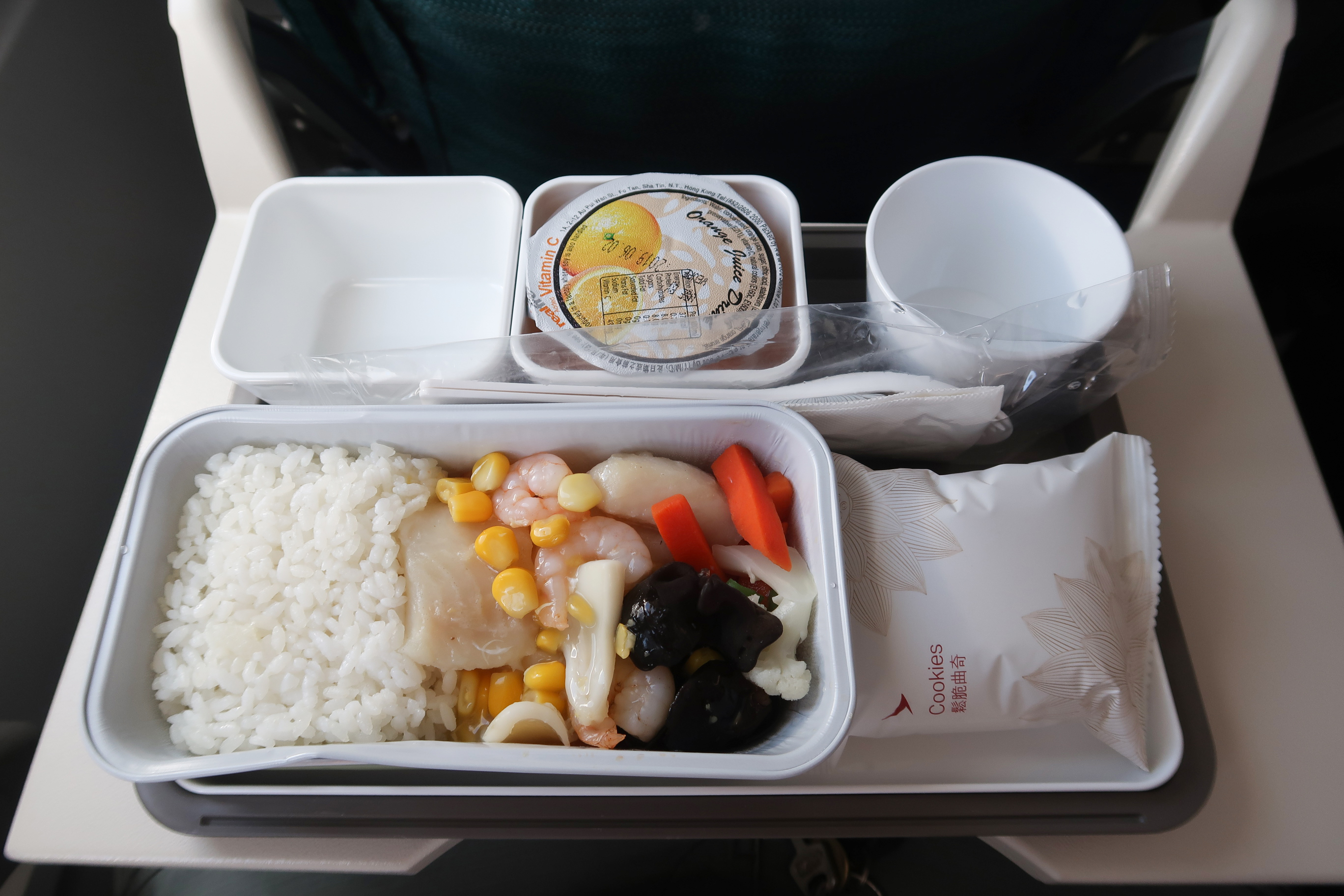
經濟客艙飛機餐

### 客運票務分級
國泰港龍共設有3個客艙級別，每個客艙級別均設有不同條款之機票供客人按需要訂購。
| 客艙級別 | 票價種類 | 訂票代號 | 可登記之亞洲萬里通哩數                   |
| -------- | --- | --- | ---------------------------------------- |
| 頭等     | 頭等客艙 – Flex                                                                                              | 可登記亞洲萬里通哩數的訂票等級：F、A 亞洲萬里通哩數兌換獎勵機票等級：Z | 只限訂票等級F、A                         |
| 商務     | 商務客艙 – Flex 商務客艙 – Standard 商務客艙 – Save                                                          | 可登記亞洲萬里通哩數及兌換客位升級獎勵的訂票等級：J、C、D、I 亞洲萬里通哩數兌換獎勵機票等級：U 同業折扣機票（AD75）等級：P | 只限訂票等級J、C、D、I                   |
| 經濟     | 經濟客艙 – Flex 經濟客艙 – Standard 經濟客艙 – Core 經濟客艙 – Special 經濟客艙 – Save 經濟客艙 – Supersaver | 可登記亞洲萬里通哩數及兌換客位升級獎勵的訂票等級：Y、B、H、K、M、L、V 可登記亞洲萬里通哩數、但不可兌換客位升級獎勵的訂票等級：S、N、Q 不可登記亞洲萬里通哩數或兌換客位升級獎勵的訂票等級：O 團體訂票等級：G 哩數兌換獎勵機票等級：X 同業折扣機票（AD75）等級：O | 只限訂票等級Y、B、H、K、M、L、V、S、N、Q |

### 登機服務
國泰港龍航空提供不同類型的登機服務，包括市區預辦登機（在機場快綫香港站及九龍站）、聯程登機、簡易回程登機和網上預辦登機手續，以節省排隊輪候的時間和繁複手續。
在國泰港龍的樞紐機場 - 香港國際機場，國泰港龍與國泰航空共用設於一號客運大樓第七層離境大堂的B,C和D區的登機服務櫃位，有關櫃位位置鄰近機場南面出境檢查站，乘客在辦理登機手續後便能直接進入檢查站接受保安及出境檢查。

### 機場貴賓室
港龍航空在香港國際機場、高雄國際機場、上海浦東國際機場及北京首都國際機場均自設貴賓室（現已全數更名為國泰航空貴賓室），供頭等、商務客位乘客、馬可孛羅會銀卡以上級別及寰宇一家綠寶石、藍寶石會員享用。港龍航空原在16號閘口附近設有G16 貴賓室為其旅客服務（現址已重新翻新並更名為玲瓏堂貴賓室）。在2006年港龍航空被國泰航空全面收購後，符合資格的港龍乘客亦可使用其他國泰貴賓室，包括寰宇堂、玉衡堂、玲瓏堂及逸連堂。同時，港龍於2010年在香港國際機場二號客運大樓與國泰航空共同營運首個抵港貴賓室 - 賞心堂，為頭等客位乘客、馬可孛羅會金卡以上級別及寰宇一家綠寶石會員服務。至於外站航點貴賓室方面，高雄的國泰航空貴賓室（原稱港龍貴賓室）設於23號登機閘口旁，上海浦東的國泰航空貴賓室（原稱港龍及國泰航空貴賓室）也設於二號客運大樓23號閘口旁，而北京的國泰航空貴賓室（原稱港龍及國泰航空機場貴賓室）則設於三號客運大樓E功能區；所有港龍貴賓室均設有互聯網連接服務、部份更設有自助餐飲櫃檯、使用儲值咭的長途電話及免費市內電話和傳真服務。

### 無線上網
2012年，國泰港龍航空計劃於未來一年半，為全線機隊全機增設無線上網服務，不過該服務可能要另行收費。

### 機上雜誌
國泰港龍航空的機上雜誌名為《絲路》，於1991年創刊，以月刊形式出版，雜誌所有文章均以中、英雙語撰寫，供國泰港龍航空的乘客在航機上或港龍航空貴賓室內閱覽。雜誌主要劃分為5個主要欄目：
- 港龍快訊（Dragonair Insight）
- 工作人生（Work）
- 吃喝玩樂（Play）
- 寫意安居（Home）
- Studio KA

《絲路》每月讀者人數超過450,000人。

### 機上娛樂
國泰港龍航空的所有2013年全新頭等、商務及經濟客艙的客位均設有名為StudioKA的自選影音系統（AVOD），並配置輕觸式屏幕，頭等艙的屏幕為15.4吋，商務艙為12.1吋，而經濟艙則為9吋。乘客可選擇逾100齣荷里活精彩電影及膾炙人口的亞洲影片、超過500輯西方及亞洲電視節目、880張音樂專輯、22條音樂頻道，共9種不同語言的視聽節目。
全新商務及經濟客艙配置於全部A330-300及A321客機。整個機隊更新計劃已於2014年下半年完成。
值得注意的是，國泰港龍並沒有在旗下A320客機安裝個人電視，因此只能靠機上無線網絡，在個人裝置連接到StudioKA的自選影音系統（AVOD），惟商務客艙乘客可獲提供iPad借用。
首架已裝設全新2013年商務及經濟客艙的國泰港龍A330客機（B-HLK）於2013年2月26日完成首班飛往越南河內的航班。

### 飛行獎勵計劃
國泰港龍航空除包含在國泰航空的馬可孛羅會及亞洲萬里通計劃外，亦視同國泰航班可供寰宇一家會員賺取獎勵。

#### 尊萃會（已經取消）
「尊萃會」原是港龍航空為飛行常客而設的會員計劃，會籍分4級，分別為白金卡、金卡、藍卡及紅卡，基本會籍由紅卡開始，會員根據過去12個月內的飛行次數記錄自動晉陞或續訂。白金卡及金卡會員可以使用「港龍貴賓室」的服務。惟由2007年1月1日，已經被國泰航空的馬可孛羅會取代。

#### 馬可孛羅會及亞洲萬里通
2007年1月1日，因應國泰港龍在2006年被國泰全面收購，「尊萃會」正式併入國泰航空的馬可孛羅會；乘客在港龍航空累積的飛行次數及亞洲萬里通里數與先前在國泰航空的飛行記錄會被合併計算，而原「尊萃會」會員可以享受新會籍所提供的優越禮遇，例如免費享用機場貴賓室、額外的行李重量額等等。
馬可孛羅會為一個飛行常客計劃，以提升飛行體驗的方式，鼓勵商務旅客經常選乘國泰及港龍的航班。馬可孛羅會的會籍共設有綠卡、銀卡、金卡、鑽石卡四個級別，更非公開地設有「鑽石+」(Diamond Plus)的級別供個別超級貴賓專享。而亞洲萬里通則聚焦於經濟客艙的旅客，致力發展為一個多元化的飛行獎勵計劃，透過與其他航空公司、酒店、租車服務、信用卡及電訊公司的合作，向旅客提供累積積分及各種優惠。凡加入馬可孛羅會會員者均自動成為亞洲萬里通會員。

## 機隊

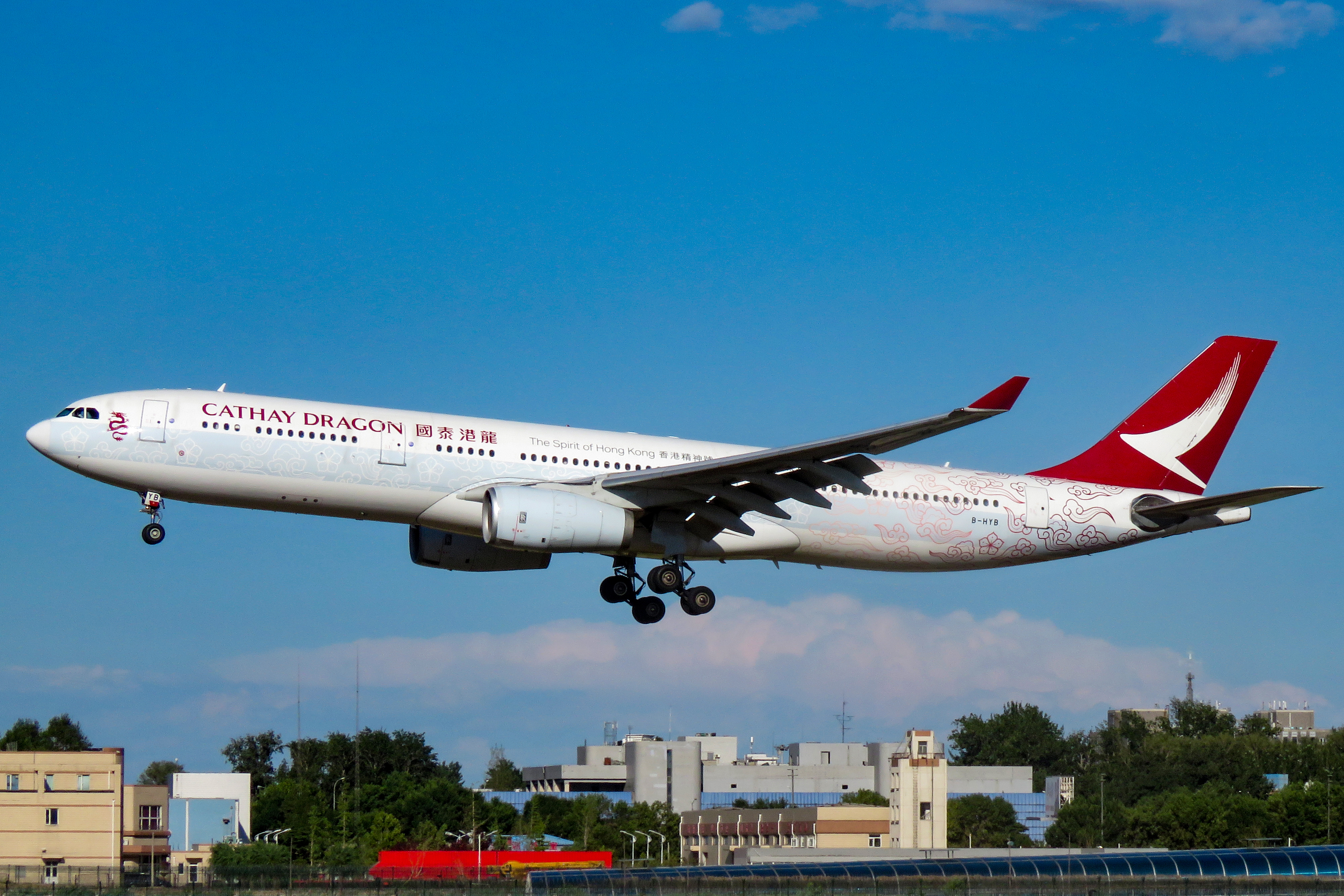
髹上「香港精神號」塗裝的空中巴士A330-300（B-HYB）

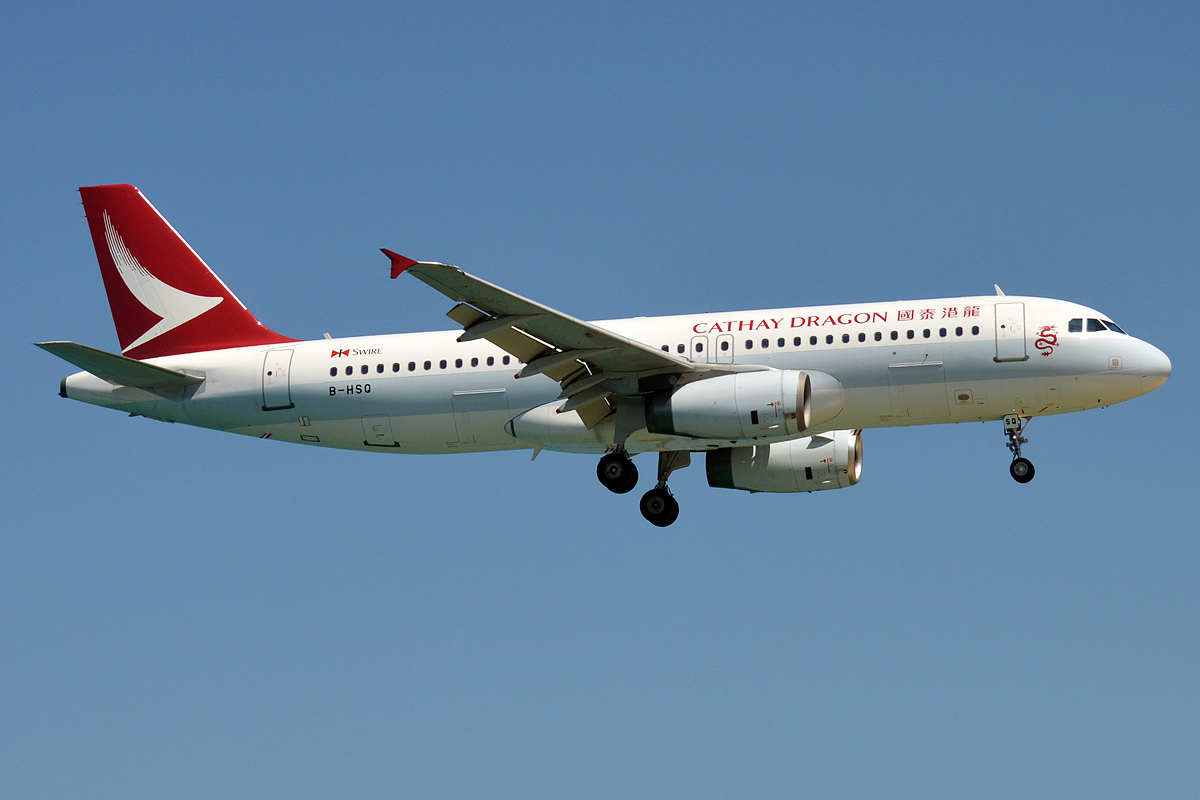
空中巴士A320-200

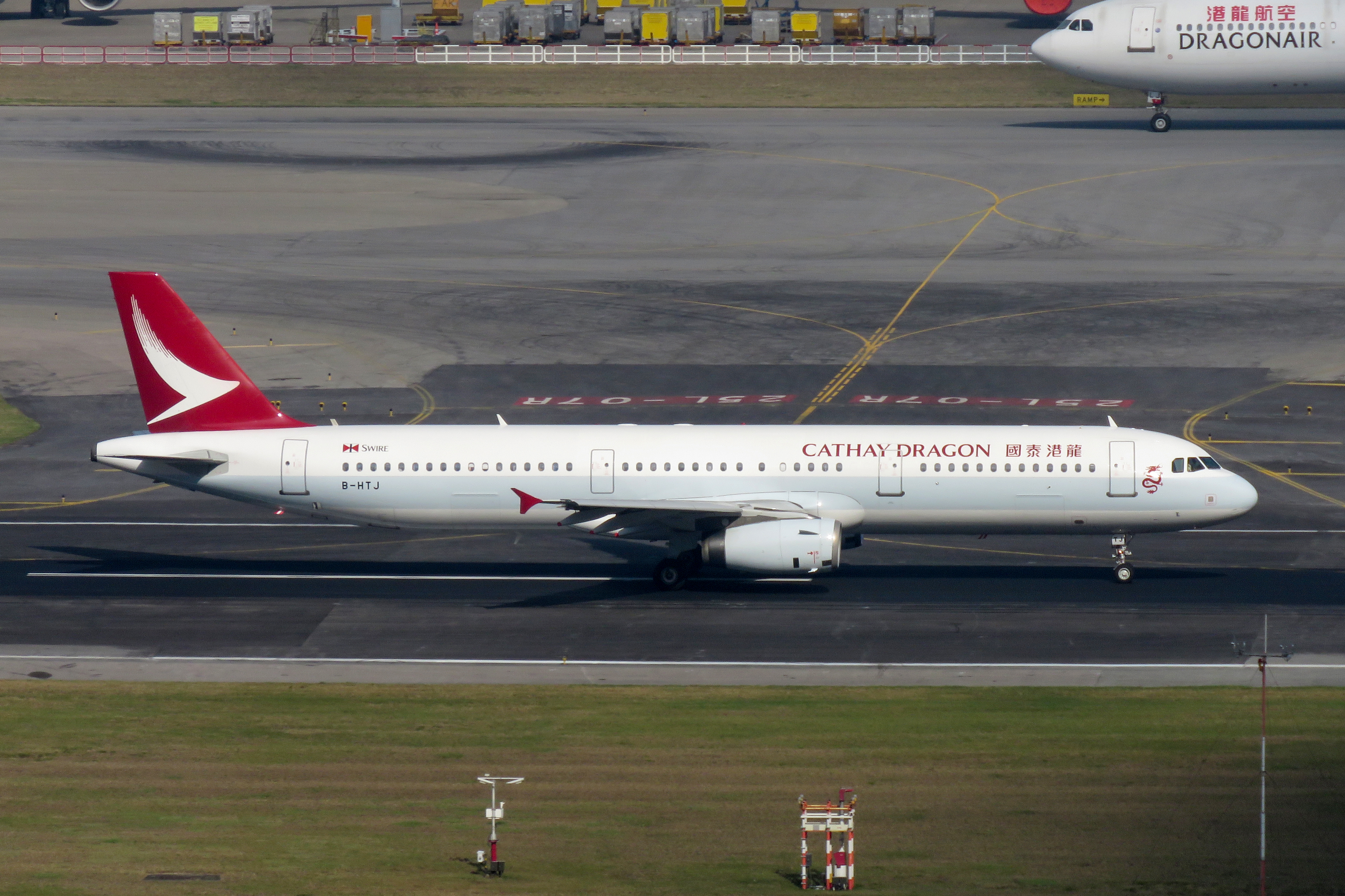
空中巴士A321

1985年港龍首航時，只擁有一架波音737-200客機。由於機隊不足，早年的港龍被譏為“天上有，地下無”，而一旦客機發生故障，很容易便引致航班連鎖式地延誤。然而，隨著業務擴展，港龍開始增加飛機數量和引入不同機種，1993年3月，港龍機隊加入了空中巴士的A320，而A330則於1995年7月加入。2000年，租借波音747-200F貨機運行貨運航班，2001年購買兩架波音747-300F貨機。2004年，客機機隊增至26架飛機，並在2005年5月5日接收的空中巴士A330（B-HWG）的機身上漆上彩龍圖案，慶祝其20週年誌慶。
然而，隨著港龍在2006年被國泰全面收購，原有的貨運部門被合併至國泰貨運。2008年，港龍正式將所有波音貨機退役，並成為香港首間全面使用空中巴士機隊的航空公司。2010年，港龍慶祝25週年誌慶，再度在其中一架空中巴士A330（B-HYF）髹上特殊的金龍圖案。與此同時，隨著部分A330租約到期，港龍在2010-2012年間以乾租方式向國泰租用多架同型號的客機，以及向外租賃A320客機，以應付港龍的業務發展。2012年，港龍更引入了2架以全經濟艙佈局的A320客機，用作營運較少商務旅客的觀光航點，如桂林和濟州島。
港龍於2015年又以乾租方式向國泰租用一架A330-300客機，該客機為在當時只有1.8年機齡的B-LBD，並已於12月5日開始在港龍航空服役。2016－2020年，國泰航空轉移多架A330-300客機到國泰港龍航空。
2019年7月31日，全球首架配勞斯萊斯引擎空中巴士A330客機（B-HLA）從國泰港龍航空機隊中退租，並於同年8月27日執飛KA3490班機經成都前往西班牙Teruel Airport封存。其後該客機於2020年9月被拆卸。
2020年3月16日，全球首架空中巴士A321-200客機（B-HTF）從國泰港龍航空機隊中退租，並於同年11月5日-6日執飛KA3502班機經日本札幌以及安克雷奇前往美國Pinal Airpark封存。而該客機更為國泰港龍最後班機。
2020年7月6日，在國泰以及港龍服役24年、飛行接近27,000班來回航班的全球首架空中巴士A330客機（B-HLJ）從國泰港龍航空機隊中退役，並於同年7月17日以KA2486航班前往台灣桃園國際機場封存。而全球第二架空中巴士A330客機（B-HLK）於同年10月9日退役後，於同年10月14日以KA3501航班經迪拜前往雷阿爾城機場封存。其中前者已經於同年8月被拆卸。
2020年8月，因應2019冠狀病毒病所導致的全球航空客運需求大跌，國泰航空安排集團旗下的客機飛往位於澳洲中部的愛麗斯泉機場封存，以減低客機因存放於香港潮濕環境以及風季所帶來的機件老化。港龍第一架存放的空中巴士A320-200（B-HSJ）已於2020年8月12日以KA3501前往愛麗斯泉機場。
2020年9月24日，髹上「香港精神號」塗裝的空中巴士A330-300（B-HYB）從國泰港龍航空機隊中退役，並於同年10月14日以KA3503航班經迪拜前往雷阿爾城機場封存。另外一架空中巴士A330-300（B-HYF），於同年10月7日退役後，於同年10月14日以KA3505航班經迪拜前往雷阿爾城機場封存。

### 停運前機隊
停運前的國泰港龍的空中巴士機隊包含A320、A321及A330三種載客量各異的型號，並提供頭等、商務及經濟三種艙等的服務。在2020年10月停運前，國泰港龍航空機隊的平均機齡為14.7年，高於香港航空、香港快運航空及國泰航空，為香港平均機齡最高的航空公司。停運後，其原有部分宽体机轉移至國泰航空，部分窄体机则转移至香港快运航空。
| 機型                 | 數量 | 數量 | 數量 | 訂購中 | 內部代號 | 載客量 | 載客量 | 載客量 | 載客量 | 客艙款式                        | 備註 |
| 機型                 | 擁有 | 租借 | 總數 | 訂購中 | 內部代號 | 頭等   | 商務   | 經濟   | 總計   | 客艙款式                        | 備註 |
| -------------------- | ---- | ---- | ---- | ------ | -------- | ------ | ------ | ------ | ------ | ------------------------------- | --- |
| 空中巴士A330-342/343 | 3    | 1    | 4    | —      | 33R      | 8      | 42     | 230    | 280    | 2012版本                        | |
| 空中巴士A330-342/343 | 2    | 2    | 4    | —      | 33C      | —      | 42     | 265    | 307    | 2012版本                        | 除B-HWM外，全部客機於2013-2015年間由國泰航空轉移至國泰港龍航空，機艙配置與昔日國泰航空的33Z相同 |
| 空中巴士A330-342/343 | 10   | 0    | 10   | 2      | 33H      | —      | 24     | 293    | 317    | 2012版本 部分客機經濟：2007版本 | 全部客機由國泰航空租賃予國泰港龍航空，機艙配置與國泰航空的33P相同 B-HLM、B-HLN、B-HLO及B-HLT的經濟客艙款式為2007版本 |
| 空中巴士A321-231     | 2    | 5    | 7    | —      | 321      | —      | 24     | 148    | 172    | 2012版本                        | 其中2架為前卡塔爾航空客機，於2014年接收 其中5架租賃客機將於空中巴士A321neo及2架空中巴士A330投入服務後退役 B-HTH及B-HTI將於翻新客艙後轉移至香港快運航空繼續服役 |
| 空中巴士A320-232     | 4    | 6    | 10   | —      | 320      | —      | 8      | 156    | 164    | 2012版本                        | 全機均沒有個人電視，經濟艙乘客須透過個人裝置連接機內無線網絡觀看，而商務艙乘客則可獲提供iPad使用 其中6架租賃客機將於空中巴士A321neo及2架空中巴士A330投入服務後退役 B-HSL、B-HSM及B-HSN將於翻新客艙後轉移至香港快運航空繼續服役 B-HSQ、B-HSR、B-HST及B-HSU於2020年退租，現由印尼峇迪航空 租賃，所有機艙配置獲保留 |
| 空中巴士A321-251NX   | —    | —    | —    | 16     | 32Q      | —      | 12     | 190    | 202    | 2020版本                        | 最初預計2020年交付，取代6架空中巴士A320-232及6架空中巴士A321-231 原訂購32架。但在停运后，其中的16架轉讓給香港快運航空 其餘16架客機轉移至國泰航空，於2020年11月15日開始交付 |
| 總數                 | 21   | 14   | 35   | 18     |          |        |        |        |        |                                 | |

### 已退役機型
| 機型                | 數量 | 引入年份 | 退役年份 | 備註             |
| ------------------- | ---- | -------- | -------- | ---------------- |
| 空中巴士A300B4-200F | 未知 | 未知     | 未知     |                  |
| 波音737-200         | 6    | 1985     | 1993     |                  |
| 波音747-200F        | 1    | 2001     | 2009     |                  |
| 波音747-300SF       | 3    | 2001     | 2010     |                  |
| 波音747-400BCF      | 4    | 2006     | 2010     |                  |
| 洛歇L-1011          | 3    | 1990     | 1995     | 兩架租自國泰航空 |

- 波音747-200F貨機
- 波音747-300SF貨機

## 航點及航班編號
自1985年成立以來，港龍航空的航線從東南亞單一城市擴展至覆蓋大部份亞洲主要城市。首航馬來西亞亞庇後，港龍於1986年開辦來往泰國的航線，並增加往返中國內地六個城市的包機服務，解決了因當時香港政府奉行每條航線，一間公司的政策，使港龍航空在主要地點「插翼難飛」的情況得到改变。同時，由於兩岸關係緊張，所有來往中國內地和台灣的旅客必須在兩岸以外的地點轉機，而國泰亦於1989至1990年將其僅有的中國內地航權轉予港龍，因此當時只有中資背景的港龍提供獨家台灣經香港轉至中國內地的兩岸航機服務，港龍亦將重心放在內地航線業務。
1998年7月，在赤鱲角新香港國際機場啟用前，港龍航空客機成為最後一班降落啟德機場的定期航班；而1999年5月，港龍由上海到港的航班，則成為首班降落香港國際機場第二條跑道的定期航班。2000年3月，港龍航空所有航線均轉為定期航班服務；同年7月，港龍航空擴展其業務，開辦貨運航班，來往中東及歐洲。2000年代，港龍繼續開辦往亞洲各地的客運航班，2004年4月2日，開辦每星期7班客運航班往來日本東京；和往歐美的貨運航班，2005年4月2日，開辦每週3班貨機服務前往美國紐約甘迺迪國際機場。
與國泰進行合併後，港龍航空重組航線，取消往來曼谷的航班，並重新營運往布吉和開辦前往釜山的航線。2006年12月1日，與國泰航空就往來北京、上海、廈門、東京、布吉、釜山及亞庇的航班實施代碼共享。2007年12月2日，港龍重新營運往尼泊爾首都加德滿都的定期航班。2012年5月，港龍航空的台北及高雄航線與國泰航空實施代碼共享。停運前，國泰港龍航空在所有航線上均與國泰航空實施代碼共享。

### 航點
| 結業前的航點 |
| --- |
| 大中华地区：北京、廣州、上海-浦東、上海-虹橋、南京、廈門、福州、杭州、寧波、溫州、青島、濟南、成都、重慶、武漢、西安、鄭州、長沙、昆明、桂林、南寧、海口、三亞、台北-桃園、高雄、台中 日韩：福岡、釜山、濟州、沖繩 东南亚：河內、檳城、布吉、吉隆坡、金邊、峴港、清邁、布吉、暹粒、仰光、克拉克、達沃市 南亚：班加羅爾、加爾各答、加德滿都、達卡 不定期包機：關島（2017年）、仙台（2011年） 不定期季節性：德島（2018年）、新潟（2019年）、棉蘭（2018年）、登巴薩/峇里（2019年）、東京-羽田（2019年） |

### 代碼共享
國泰港龍航空與以下航空公司簽訂代碼共享協議：
寰宇一家成員
- 美國航空
- 國泰航空
- 芬蘭航空
- 日本航空
- 馬來西亞航空
- 澳洲航空

其他航空公司
- 加拿大航空（星空聯盟）
- 中國國際航空（星空聯盟）
- 深圳航空（星空聯盟）

### 航班編號
港龍在停運前自行營運前往35個航點的客運航班。與母公司國泰航空一樣，港龍所有航班的航班編號均按照目的地所在的地區和飛行方向分門別類，而所有定期客運航班編號都是以三位數制定。然而，與國泰不同，港龍航班的尾綴編號並非以飛行方向決定的。不論飛行方向，港龍大部分返港航班的尾綴編號都是單數，如從高雄返港的KA451航班；相反，離港航班的尾綴編號都是雙數，如香港飛往高雄的KA432航班和香港前往廣州的KA782航班。只有馬來西亞及菲律賓是例外，單雙號碼剛好相反。
至於四位數的航班編號，港龍則沿用國泰的制度。節日性加班機以2字開頭的四位數的航班編號標示，而包機方面則以8字開頭的四位數的航班編號標示，例如2012年4月25日接載佛教最高聖物「佛頂骨舍利」及隨行人員從寧波來港的KA8813航班及2012年4月30日從香港到澳門的KA8712航班。所有不載客航班都是以33字開頭的四位數的航班編號標示，而除了以3字開頭的四位數的航班編號外，其他四位數的航班編號均編配至合作夥伴的代碼共享航班上使用。
港龍航空詳細的航班編號分類如下：
| 航班編號      | 航班類型                                      | 備註                                                                         |
| ------------- | --------------------------------------------- | ---------------------------------------------------------------------------- |
| KA100-KA199   | 南亞（印度、孟加拉及尼泊爾）航班              |                                                                              |
| KA200-KA299   | 東南亞航班                                    |                                                                              |
| KA300-KA399   | 日本、菲律賓及韓國航班                        |                                                                              |
| KA400-KA499   | 台灣航班                                      |                                                                              |
| KA600-KA699   | 中國東南部（長江流域以南地區）航班 、檳城航班 |                                                                              |
| KA700-KA799   | 中國西南部航班、吉隆坡航班                    |                                                                              |
| KA800-KA899   | 中國東部（長江流域地區）航班                  |                                                                              |
| KA900-KA999   | 中國北部（黃河流域及以北地區）                |                                                                              |
| KA1100-KA1199 | 中國國際航空代碼共享航班                      | 由中國國際航空提供前往北京、大連、天津的航班服務                             |
| KA1300-KA1399 | 馬來西亞航空代碼共享航班                      | 由馬來西亞航空提供前往亞庇的航班服務                                         |
| KA1400-KA1499 | 中國國際航空代碼共享航班                      | 由中國國際航空提供前往成都、重慶的航班服務                                   |
| KA1500-KA1599 | 深圳航空代碼共享航班                          | 由深圳航空提供前往晉江的航班服務                                             |
| KA1600-KA1699 | 不載客航班                                    |                                                                              |
| KA2000-KA2999 | 加班機                                        |                                                                              |
| KA3300-KA3399 | 不載客航班                                    |                                                                              |
| KA5000-KA5999 | 國泰航空代碼共享航班（如CX402為KA5402）       | 由國泰航空提供前往北京、上海浦東、臺北、馬尼拉、宿霧、科倫坡及馬累的航班服務 |
| KA8000-KA8999 | 包機                                          |                                                                              |

## 附屬機構
| 公司名稱                             | 港龍持股量 |
| ------------------------------------ | ---------- |
| 港龍假期（页面存档备份，存于）       | 100.00%    |
| 德國漢莎航空膳食服務（香港）有限公司 | 31.94%     |
| 大昌-港龍機場地勤設備服務有限公司    | 30.00%     |
| 大昌-港龍航材支援有限公司            | 30.00%     |
| Wise Counsel Ltd.（WCL）             | 30.00%     |

香港機場地勤服務有限公司（HAS）所有股權已經於2008年底轉到國泰手上，成爲國泰的全資附屬公司。

## 獎項

### Skytrax評估
- 2002年：中國地區最佳航空公司
- 2003年：中國地區最佳航空公司
- 2004年：中國地區最佳航空公司
- 2005年：中國地區最佳航空公司
- 2006年：中國地區最佳航空公司
- 2007年：四星級航空公司、中國地區最佳航空公司
- 2008年：四星級航空公司、東南亞地區最佳航空公司
- 2009年：四星級航空公司
- 2010年：四星級航空公司、全球最佳區域航空公司
- 2011年：四星級航空公司、全球最佳航空公司第18名、全球最佳區域航空公司、亞洲最佳區域航空公司
- 2012年：四星級航空公司、全球最佳航空公司第21名
- 2013年：四星級航空公司、全球最佳航空公司第23名、全球最佳區域航空公司、亞洲最佳區域航空公司
- 2014年：四星級航空公司、全球最佳航空公司第28名
- 2015年：四星級航空公司、全球最佳航空公司第18名、全球最佳區域航空公司
- 2016年：四星級航空公司、全球最佳航空公司第22名
- 2017年：四星級航空公司、全球最佳航空公司第27名
- 2018年：四星級航空公司、全球最佳航空公司第26名
- 2019年：四星級航空公司、全球最佳航空公司第33名

### Business Traveller Asia-Pacific
- 2005年：最佳中國亞洲籍航空公司
- 2006年：最佳中國亞洲籍航空公司

### Business Traveller China
- 2005年：最佳航空經濟艙

### 亞太航空中心
- 2005年：最佳貨運航空公司

### Yahoo!感情品牌大獎
- 2006年：航空公司組別

### 國際飛航管制協會
- 2005年：Whittle Safety Award 2005

## 事故
- 2003年7月18日：一班由馬來西亞飛往香港的港龍航空客機，編號為KA060，發生故障緊急降落，機上9人受傷，包括7名機組人員及2名乘客。[44]
- 2004年11月27日：一班由昆明飛往香港的港龍航空客機，編號為KA761的空中巴士A320客機，在起飛後副機師發現前擋風玻璃的右下角出現了一條長約五厘米的裂紋，起飛15分鐘後即緊急折返，安全降落在昆明機場。[45]
- 2005年10月22日：一班由大連飛往香港的港龍航空客機，編號為KA925的空中巴士A320客機，在起飛大約1個半小時，駕駛艙擋風玻璃多層保護膜其中一層出現裂痕，機師要求赤鱲角機場控制塔採取戒備措施，飛機最終安全著陸。[46]
- 2006年7月29日：一班由香港飛往東京的港龍航空客機，編號為KA2362的空中巴士A330客機，載有275名旅客及機組人員，在香港以東110海里高空，當時一班西北航空，編號NW002的747客機，飛往東京途中，疑因避開惡劣天氣，未經批准擅自改變航向，闖入港龍航道，港龍航機擬爬升時，機長在雷達發現航道上有另一架航機，兩機最接近時垂直及水平間距僅300呎及3.5海里，遠較安全要求1000呎及5海里為低，港龍機長即時停止攀升並改變方向，拉遠兩機距離，未引致災難。[47]
- 2006年8月3日：一班為編號KA590、準備飛往上海的貨機，為租用其他航空公司的空中巴士A300 B4客機，在港起飛個多小時後，機師指機上兩個引擎均動力不足，須以「全面戒備」的緊急狀態折返本港，航班最終安全降落，機上4名機組人員無恙。
- 2008年3月30日：港龍一架機齡只2.3年、載有291名乘客的空中巴士A330客機，由北京首都國際機場起飛返回香港，但其中一個引擎在起飛約20分鐘後冒煙，須即時折返。有報道指，發生事故的航班編號為KA991。機上乘客表示，飛機於下午1時15分起飛，起飛約20分鐘後，機身突然震動，有乘客看到其中一個引擎冒煙及爆出火花，機艙內亦出現煙霧，氧氣罩彈出，但乘客仍能保持鎮定，隨後機長廣播左邊引擎故障須緊急折返，並於下午2點半安全降落北京首都機場。其後證實左邊引擎的葉片部分鬆脫，有香港專家指出，這類事件可說是全球首見。[48]
- 2011年5月13日：港龍航空一班由北京返港的KA905航班，途中遇到氣流，5名機艙服務員及2名乘客受傷。[49]
- 2015年9月7日：晚上9時許，由福建福州飛往香港的港龍航空KA663航班，因機艙內空調系統懷疑出現故障並探測到煙霧，作為預防性措施，飛機轉飛往廈門高崎國際機場。航班其後安全降落，乘客被安排在機場客運大樓內等候，並被安排於翌日乘搭其他客機陸續返港。[50]
- 2015年9月16日：一架由香港飛往檳城的港龍航空空中巴士A330-300客機（編號B-HLK），KA691航班，於當日傍晚6時45分於檳城04號跑道降落時，降落困難。報道引述1名地面觀察員表示，各起落架的機輪降落時同時着地，甚至有頭輪先着地傾向，有別於正常的主機輪先着地情況，令飛機着地時撞擊力度極大，飛機明顯受損。客機其後無法執行翌日回航的KA692，令回程航班旅客滯留在當地機場超過106小時。[51]
- 2016年7月5日：一架由香港飛往布吉的港龍航空空中巴士A321-231客機（編號B-HTF），KA212航班，於當日早上8時55分於香港國際機場起飛後，左邊引擎懷疑溫度過高冒煙並起火，機組人員察覺並立即折返香港國際機場，全機人員無恙，乘客在機場滯留五小時後，獲安排乘坐第二架港龍航空A321-231型客機前往布吉。
- 2019年4月8日，由高雄飞往香港的国泰港龙航空空中巴士A330-300客機（編號B-LBG），KA451班机从高雄小港机场起飞后疑似小鸟撞击右引擎后冒烟，随后飞机折返高雄[52]。

## 爭議事件

### 客艙氧氣樽被排氣
2019年8月30日，一架在8月29日由峇里到香港的KA361號班機，停泊在香港國際機場，30日準備運作前往吉隆坡的國泰港龍空中巴士A330客機，KA731號班機，於起飛前例行檢查中發現，該客機的一個手提氧氣瓶內氧氣被排走，而該個航班上共有十六個手提氧氣瓶設置。事件發現後已立即將該氧氣瓶重新充氣，並在起飛前由工程師檢查及確認合乎使用規格。事件中無乘客及員工受影響，航空公司已向民航處及警方報備。
2019年9月1日，由高雄到香港的KA459班機，發現十六個手提氧氣瓶中，其中一個氧氣瓶內氧氣被排走。
2019年9月4日，由峴港到香港的KA221班機，發現七個手提氧氣瓶中，其中一個氧氣瓶內氧氣被排走。
2019年9月21日，由吉隆坡前往香港的KA730航班，在例行檢查中被發現一個手提氧氣瓶壓力偏低，涉事航班所有執勤人員停飛，2名機艙服務員被解僱。
2019年9月27日，由香港前往杭州的KA622航班，發現3個手提氧氣樽處於壓力正常但偏低範圍，航班在起飛前已更換有關氧氣樽以作預防，經調查後已排除人為因素。有關航班因事件而延誤33分鐘。
2019年9月27日，由上海/浦東前往香港的KA831航班，發現有一個手提氧氣樽出現壓力偏低情況。
2019年10月2日，由香港前往南寧的KA712航班，有一個手提氧氣樽出現壓力偏低情況，經調查後，證實與有關航班的機艙服務員無關。

## 軼事
港龍航空營運的KA841航班在1998年7月5日晚上11:38分降落啟德機場，是最後一班抵達啟德機場的航班。

### 內文引註
1. ↑  . 國泰航空.   [2017-02-16]. （原始内容存档于2016-11-24）.
2. ↑  . cathaypacific.com.   [2017-02-16]. （原始内容存档于2020-10-17） （英语）.
3. ↑  .   [2017-02-16]. （原始内容存档于2012-11-08）.
4. ↑  . 經濟日報 (經濟通通訊社). 2016-01-28  [2016-01-28]. （原始内容存档于2020-02-14）.
5. 1 2  . 國泰航空集團. 2020-10-21  [2020-10-21]. （原始内容存档于2020-11-27） （中文（繁體））.
6. ↑  麥德銘. . 香港經濟日報. 2020-10-21  [2020-10-21]. （原始内容存档于2020-10-24） （中文（繁體））.
7. 1 2  . 香港電台. 2020-10-21  [2020-10-21]. （原始内容存档于2020-11-01） （中文（繁體））.
8. 1 2  . 香港01. 2020-10-21  [2020-10-22]. （原始内容存档于2020-10-26）.
9. 1 2  . 頭條日報. 2020-10-21  [2020-10-22]. （原始内容存档于2020-11-29）.
10. ↑  . 蘋果日報. 2020-11-27  [2020-11-29]. （原始内容存档于2020-12-08）.
11. ↑  吳邦謀. . 中華書局(香港)有限公司. 2022. ISBN 9888807889.
12. ↑  .   [2022-09-27]. （原始内容存档于2022-07-02）.
13. ↑  . 明報財經網. 2006-06-10  [2020-10-21]. （原始内容存档于2020-02-14）.
14. ↑  .   [2011-12-02]. （原始内容存档于2013-07-16）.
15. ↑  . 英文虎報. 2006-06-09  [2016-12-23]. （原始内容存档于2011-06-04）.
16. ↑  . Shanghai Daily. 2006-09-29  [2020-11-24]. （原始内容存档于2020-11-27）.
17. ↑   (PDF). 國泰航空.   [2020-11-25]. （原始内容存档 (PDF)于2021-11-13）.
18. ↑   (PDF). 國泰航空.
19. ↑  . 國泰航空.   [2016-01-28]. （原始内容存档于2020-10-21）.
20. ↑  . 國泰港龍航空.   [2016-01-28]. （原始内容存档于2016-11-27）.
21. ↑  . 香港電台. 2016-01-28  [2016-01-28]. （原始内容存档于2017-03-05）. 港龍航空宣布，將公司改名為「國泰港龍航空」，發言人預料今年底生效。
22. ↑  . 國泰港龍航空. 2016-04-05  [2016-04-05]. （原始内容存档于2016-08-27）.
23. 1 2  . 國泰航空. 2016-08-11.
24. ↑  . Routesonline.   [2020-02-05]. （原始内容存档于2020-11-24）.
25. ↑  . 明報財經網.   [2020-03-20]. （原始内容存档于2020-04-06）.
26. ↑  . 香港電台. 2020-02-08  [2020-10-28]. （原始内容存档于2020-10-31）.
27. ↑  . now 新聞. 2020-10-22  [2020-10-28]. （原始内容存档于2020-11-06）.
28. ↑  翟思嘉 (编). . 中央通訊社. 2020-10-21  [2020-10-21]. （原始内容存档于2021-01-10） （中文（繁體））.
29. ↑  . 頭條日報.   [2021-01-19]. （原始内容存档于2020-11-28） （中文（繁體））.
30. ↑  . 蘋果日報. 2020-10-22  [2020-10-22]. （原始内容存档于2020-10-26）.
31. ↑  . 東方日報. 2020-10-22  [2020-10-22]. （原始内容存档于2020-12-21）.
32. ↑  . 東方日報. 2020-10-22  [2020-10-22]. （原始内容存档于2020-10-23）.
33. ↑  . archive.is. 2012-07-09  [2020-10-21]. （原始内容存档于2012-07-09）.
34. ↑  . swirepacific.com.   [2020-11-29]. （原始内容存档于2020-12-11）.
35. ↑  .   [2013-02-28]. （原始内容存档于2020-02-14）.
36. ↑  . dragonair.com.
37. ↑  . hkitalk.net. 2020-08-24  [2020-08-24]. （原始内容存档于2020-10-27）.
38. ↑  . planespotters.net.   [2020-12-03]. （原始内容存档于2020-06-10）.
39. ↑   (PDF). 國泰航空.   [2020-12-01]. （原始内容存档 (PDF)于2021-11-13）.
40. ↑  . 英文虎報. 2019-11-08.
41. ↑  . news.cathaypacific.com.   [2020-12-03]. （原始内容存档于2020-08-06）.
42. ↑  . 國泰航空.   [2019-12-02]. （原始内容存档于2019-12-07）.
43. ↑  . www.chinanews.com.   [2020-10-21]. （原始内容存档于2016-03-09）.
44. ↑  .   [2006-10-04]. （原始内容存档于2006-11-16）.
45. ↑  .   [2006-10-04]. （原始内容存档于2020-02-14）.
46. ↑  港龍西北航高空僅300呎擦過500客險枉死[]
47. ↑  . archive.org. 2008-04-19  [2008-04-01]. （原始内容存档于2008-04-19）.
48. ↑  .   [2012-01-16]. （原始内容存档于2012-07-01）.
49. ↑  . Apple Daily 蘋果日報.
50. ↑  . on.cc.   [2016-01-28]. （原始内容存档于2019-05-19）.
51. ↑  国泰港龙航空班机疑撞鸟 引擎起火紧急折返高雄
52. ↑  . 東方日報. 2019-09-01  [2019-09-05]. （原始内容存档于2019-09-05）.
53. ↑  . RTHK. 2019-09-20  [2019-10-09]. （原始内容存档于2019-10-09）.
54. ↑  . 東方日報. 2019-09-24  [2019-10-09]. （原始内容存档于2019-10-09）.
55. ↑  . 東方日報. 2019-09-28  [2019-10-09]. （原始内容存档于2020-09-24）.
56. ↑  . 東方日報. 2019-10-03  [2019-10-09]. （原始内容存档于2020-09-24）.

### 書籍
- 《航空知識精讀》，共和媒體著

## 外部連結
- 國泰港龍航空（页面存档备份，存于）（繁體中文）（简体中文）（英文）
- 港龍航空機隊資料
- 國泰港龍航空乘客意見（页面存档备份，存于）
- 國泰及港龍航空的新浪微博